# ダニーデンの交通
ここでは、ダニーデンの交通について述べる。

## 鉄道
かつては旅客鉄道が栄えていたが、現在では都市間や都市内輸送は行われておらず、観光列車である、Inlander、 Seasider、 Victorianのみが発着している。また、貨物輸送も行われている。

## バス
バスは市街地の中心部にあるバスハブを中心に26路線運行されている。また、ダニーデンの市内だけでなく、近隣のモスギールやポートチャーマスやパーマストンまで運行されている路線もある。多くの路線は日中、30分から60分の間隔で運行されている。
|      |                                    | 運行間隔                             | 運行間隔                             | 運行間隔                             |
| 系統 | 運行区間                           | ラッシュ時                           | その他時間帯                         | 土休日                               |
| ---- | ---------------------------------- | ------------------------------------ | ------------------------------------ | ------------------------------------ |
| 1    | パーマストン〜バスハブ             | 一日3本のみ運行                      | 一日3本のみ運行                      | 一日3本のみ運行                      |
| 1C   | ウォリントン〜バスハブ             | 平日に限りバスハブ方面のみ1日1本運行 | 平日に限りバスハブ方面のみ1日1本運行 | 平日に限りバスハブ方面のみ1日1本運行 |
| 3    | ロスグリーク〜オーシャングローブ   | 20分間隔                             | 60分間隔                             | 60分間隔                             |
| 5    | パインヒル〜カルトンヒル           | 20分間隔                             | 日中は20分間隔 夜間は60分間隔        | 20分間隔                             |
| 6    | カルトンヒル〜パインヒル           | 20分間隔                             | 日中は20分間隔 夜間は60分間隔        | 20分間隔                             |
| 8    | ノーマンビー〜セントクレア         | 15分間隔                             | 30分間隔                             | 40分間隔                             |
| 10   | オポホ〜シェルヒル                 | 20分間隔                             | 日中は40分間隔 夜間は60分間隔        | 60分間隔                             |
| 11   | シェルヒル〜オポホ                 | 20分間隔                             | 日中は40分間隔 夜間は60分間隔        | 60分間隔                             |
| 14   | ポートチャーマス〜バスハブ         | 30分間隔                             | 60分間隔                             | 60分間隔                             |
| 15   | 大学〜アンダーソンズベイ           | 30分間隔                             | 60分間隔                             | 60分間隔                             |
| 18   | ポルトベロ〜バスハブ               | 30分間隔                             | 60分間隔                             | 60分間隔                             |
| 19   | ベルノウス〜ウェイヴァリー         | 30分間隔                             | 60分間隔                             | 30分間隔                             |
| 33   | コーストフィン〜ワカリ             | 30分間隔                             | 60分間隔                             | 60分間隔                             |
| 37   | コンコード〜大学                   | 30分間隔                             | 60分間隔                             | 60分間隔                             |
| 38   | 大学〜コンコード                   | 30分間隔                             | 60分間隔                             | 60分間隔                             |
| 44   | セントキルダ〜ハーフウェイブッシュ | 30分間隔                             | 60分間隔                             | 60分間隔                             |
| 50   | セントクレアパーク〜ヘレンズバラ   | 30分間隔                             | 60分間隔                             | 60分間隔                             |
| 55   | セントキルダ〜ブロックビル         | 30分間隔                             | 60分間隔                             | 60分間隔                             |
| 61   | ケンムア〜バスハブ                 | 30分間隔                             | 60分間隔                             | 60分間隔                             |
| 63   | バラクラバ〜ローガンパーク         | 15分間隔                             | 30分間隔                             | 30分間隔                             |
| 70   | ブライトン〜グリーンアイランド     | 30分間隔                             | 60分間隔                             | 60分間隔                             |
| 77   | モスギール〜バスハブ               | 30分間隔                             | 30分間隔                             | 30分間隔                             |
| 78   | モスギール〜バスハブ(急行)         | ラッシュ時のみ30分間隔で運行         | ラッシュ時のみ30分間隔で運行         | ラッシュ時のみ30分間隔で運行         |
| 80   | モスギール東回り                   | 40分間隔                             | 40分間隔                             | 40分間隔                             |
| 81   | モスギール西回り                   | 40分間隔                             | 40分間隔                             | 40分間隔                             |

バスハブにはA〜Jまでの10個ののりばがあり、それぞれの路線が決められた場所から発車している。ただし方面別ではないほか、同じ系統でも行先によってのりばが異なる場合がある。
| のりば | 系統名        |
| ------ | ------------- |
| A      | 19、63        |
| B      | 14、37        |
| C      | 3、30、50、61 |
| D      | 8、44、55     |
| E      | 1、1C、6、11  |
| F      | 63、77        |
| G      | 18、38        |
| H      | 3、33、50、78 |
| I      | 8、19、44、55 |
| J      | 5、10         |

バスは1回の乗車で現金の場合は3ドル、運営者が発行しているカードを使用する場合は2ドルとなる。カードを登録をすると13〜18歳は60ユーロ、19から24歳は1ドル、65歳以上のスーパーゴールドカード所有者はオフピーク時は無料となる。また、12歳以下はカードを使用すると無料で、5歳未満は一律無料である。

## 国道
ダニーデンには2本の国道があるが、その周辺にも更に2本の国道があるので、ここでは4本の国道について紹介する。
- 国道1号 - 南島の北端から南端までを結んでいて、総距離は949.7kmである。市街地の西部からモスギールまでは自動車専用道路となっている。
- 国道86号 - ダニーデン市街のアラントンからダニーデン国際空港までを結んでいて、総距離は55.3kmである。
- 国道87号 - ダニーデン市外のモスギールから南島中部のカイバーンまでを結んでいて、総距離は114.2kmである。
- 国道88号 - ダニーデンの中心部からダニーデンの北東にあるポートチャーマスまでを結んでいて、総距離は12.7kmである。

## 空路
ダニーデン市内には空港は無いが、ダニーデンの近隣の都市にダニーデン国際空港とタイエリ飛行場があるのでここではその２つのについて紹介する。
- ダニーデン国際空港 - ダニーデンと市外の都市を結ぶ重要な空港となっていて、オーストラリアとは国際線も就航している。ダニーデンの中心部からは30km程度離れているので、タクシーを使用する必要がある。[3]
- タイエリ飛行場 - 旅客路線は就航しておらず、航空クラブや航空学校が使用している。